# ویس (مجارستان)
ویس (به مجاری:  Visz) یک منطقهٔ مسکونی در مجارستان است که در ناحیه فونیود واقع شده‌است. ویس ۶٫۰۲ کیلومتر مربع مساحت و ۲۰۷ نفر جمعیت دارد.